# Brenham (Teksas)
Brenham je grad u američkoj saveznoj državi Teksas. Prema popisu stanovništva iz 2010. u njemu je živjelo 15.716 stanovnika.